# جیش راشدین
جیش راشدین (به انگلیسی: Jaish al-Rashideen) (به عربی: جيش الراشدين)گروهی از سنی‌ها عراقی هستند که بر ضد اشغال عراق از سوی آمریکا می‌جنگیدند. آن‌ها حملات متعدد چریکی بر ضد نیروهای اتحاد (coalition forces) که عراق را اشغال کرده بود انجام دادند.
این گروه از نیمه سال ۲۰۰۳ در عراق فعالیت داشته و از بمب‌های بهبودیافته، خمپاره و راکت در یورش‌های خود استفاده کرده‌است.